# Big Latto
Big Latto è il secondo EP della rapper statunitense Mulatto. È stato pubblicato il 20 giugno 2019.

## Tracce
1. ATL Hoe – 2:55 (Alyssa Stephens, Jabrielle Brooks)
2. Bitch from da Souf – 2:24 (Stephens, Taylor Banks, Joel Banks, Bankroll Got It)
3. HYS (feat. Key Glock) – 3:08 (Stephens, Markeyvius Cathey, Brooks)
4. Bounce – 2:38 (Stephens, Austin Owens, James Foye III)
5. Pretty Ricky – 2:07 (Stephens, David Morse)
6. Longway – 2:41 (Stephens, Chase Millie, XL Eagle, Based TJ)